# Pottia sampaiana
Pottia sampaiana là một loài rêu trong họ Pottiaceae. Loài này được Guim. mô tả khoa học đầu tiên năm 1917.